# François Paul de Brueys d'Aigalliers
François-Paul Brueys d'Aigalliers, Graaf van Brueys (Uzès (Frankrijk), 12 februari 1753 – Baai van Aboukir (Ottomaans Egypte), 1 augustus 1798) was een Franse vice-admiraal die deelnam aan de expeditie van Napoleon naar Egypte.
In het begin van zijn militaire carrière was hij betrokken bij de Amerikaanse Onafhankelijkheidsoorlog en de Franse militaire campagnes in Sardinië en rond de Adriatische Zee.
Hij was de Franse bevelhebber tijdens de Slag bij de Nijl, die plaatsvond op 1 augustus 1798, waarin de Franse marine werd verslagen door de Britse zeemacht, de Royal Navy, onder leiding van admiraal Horatio Nelson. Als bevelhebber was hij aan boord van de Orient, het grootste schip uit de Franse vloot.
Brueys d'Aigalliers stierf in deze zeeslag. Tijdens de gevechten werd hij immers tweemaal verwond. Eerst werd hij door een scherf aan het hoofd getroffen. Later scheurde een kanonskogel het linkerdijbeen van zijn romp. Hij weigerde zich te laten verzorgen en stierf door bloedverlies rond 21 uur. Enkele ogenblikken later zou de Orient bovendien exploderen. De explosie werd veroorzaakt door een brand aan boord.

## Onderscheidingen
François-Paul Brueys d'Aigalliers kreeg volgende onderscheidingen:
- ridder in de Orde van de Heilige Lodewijk
- zijn naam staat gegraveerd op de 23ste kolom van Arc de Triomphe in Parijs
- van hem staat een borstbeeld in het kasteel van Versailles

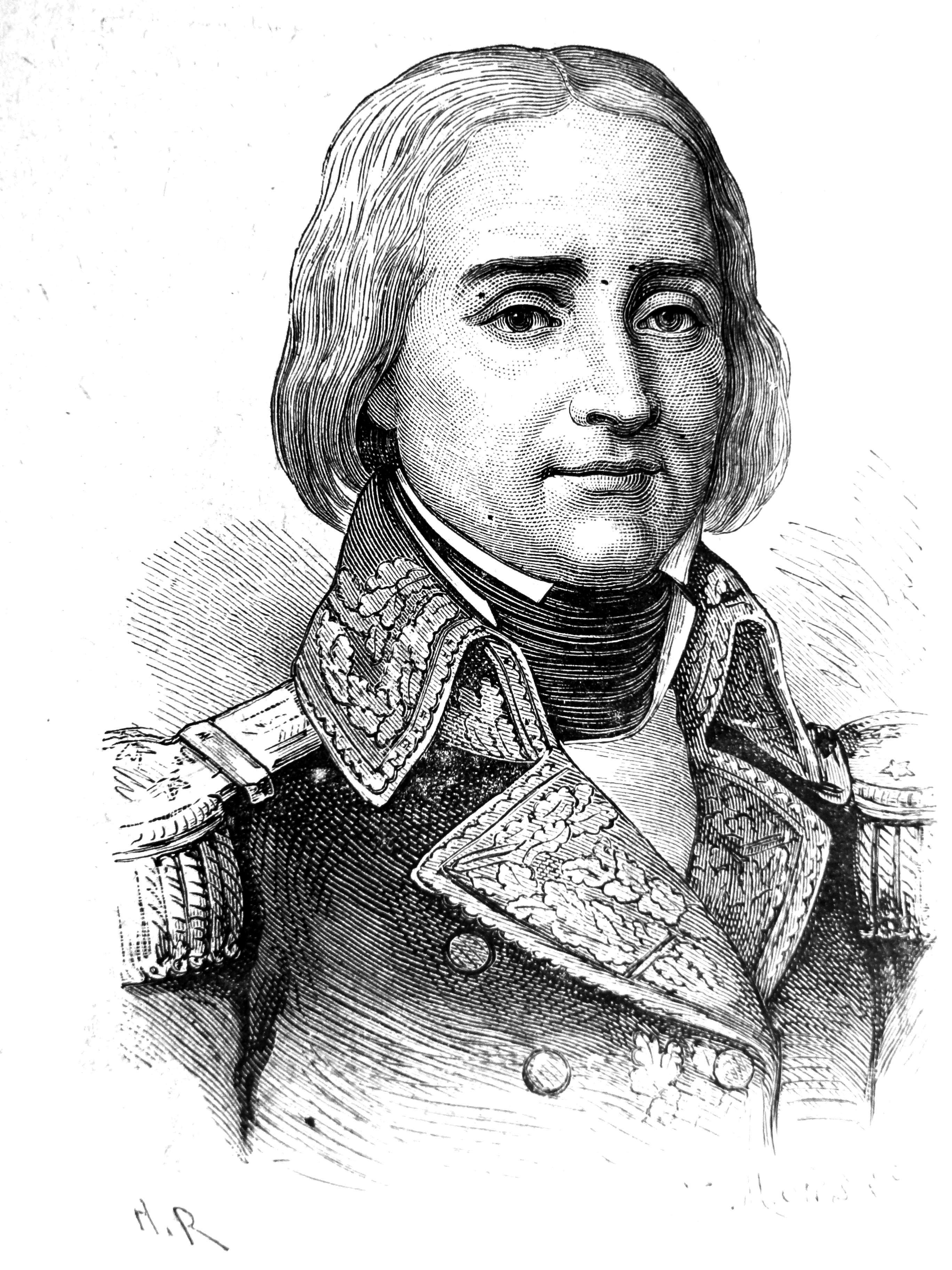
François-Paul Brueys d'Aigalliers.
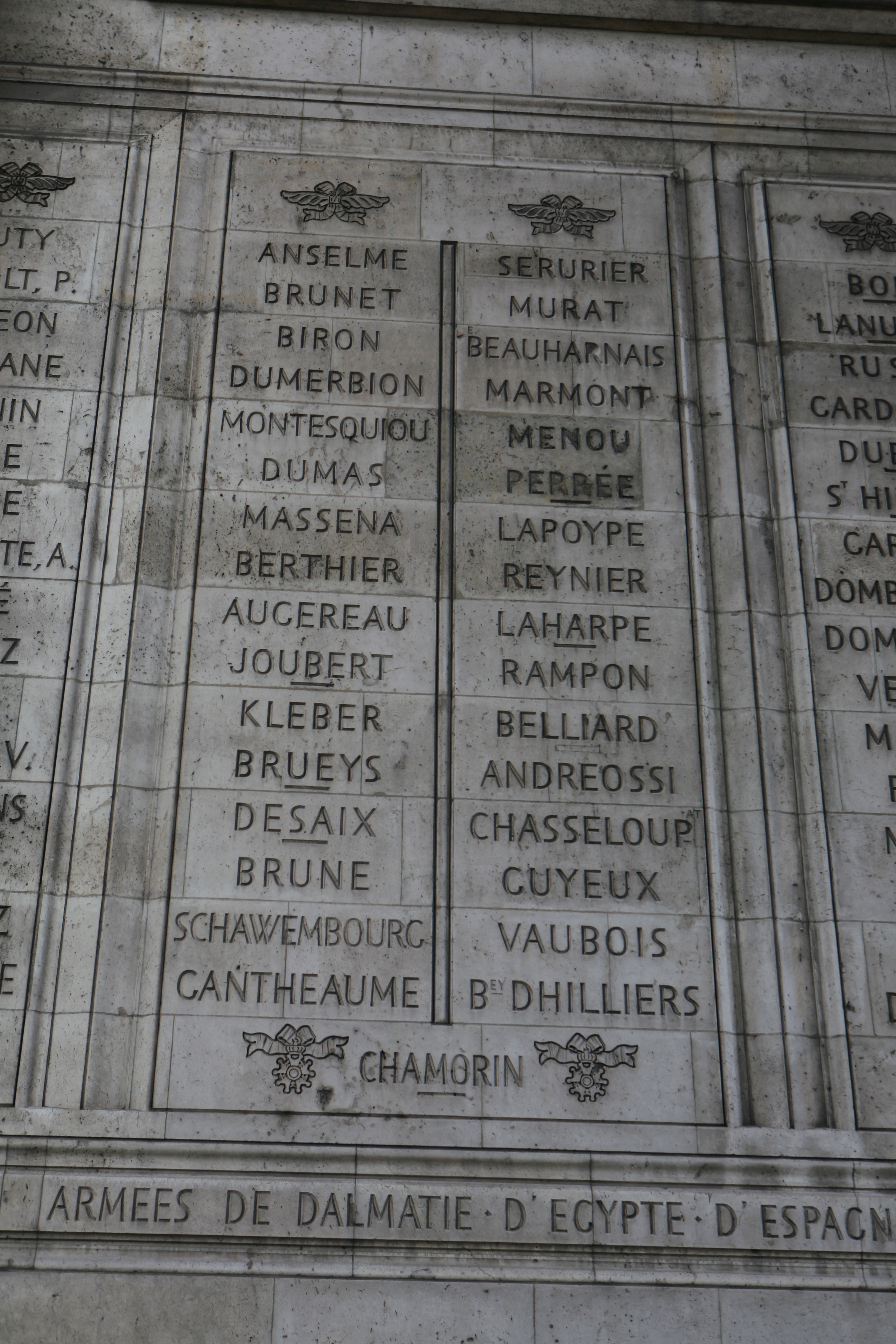
Zijn naam op de Arc de Triomphe in Parijs.
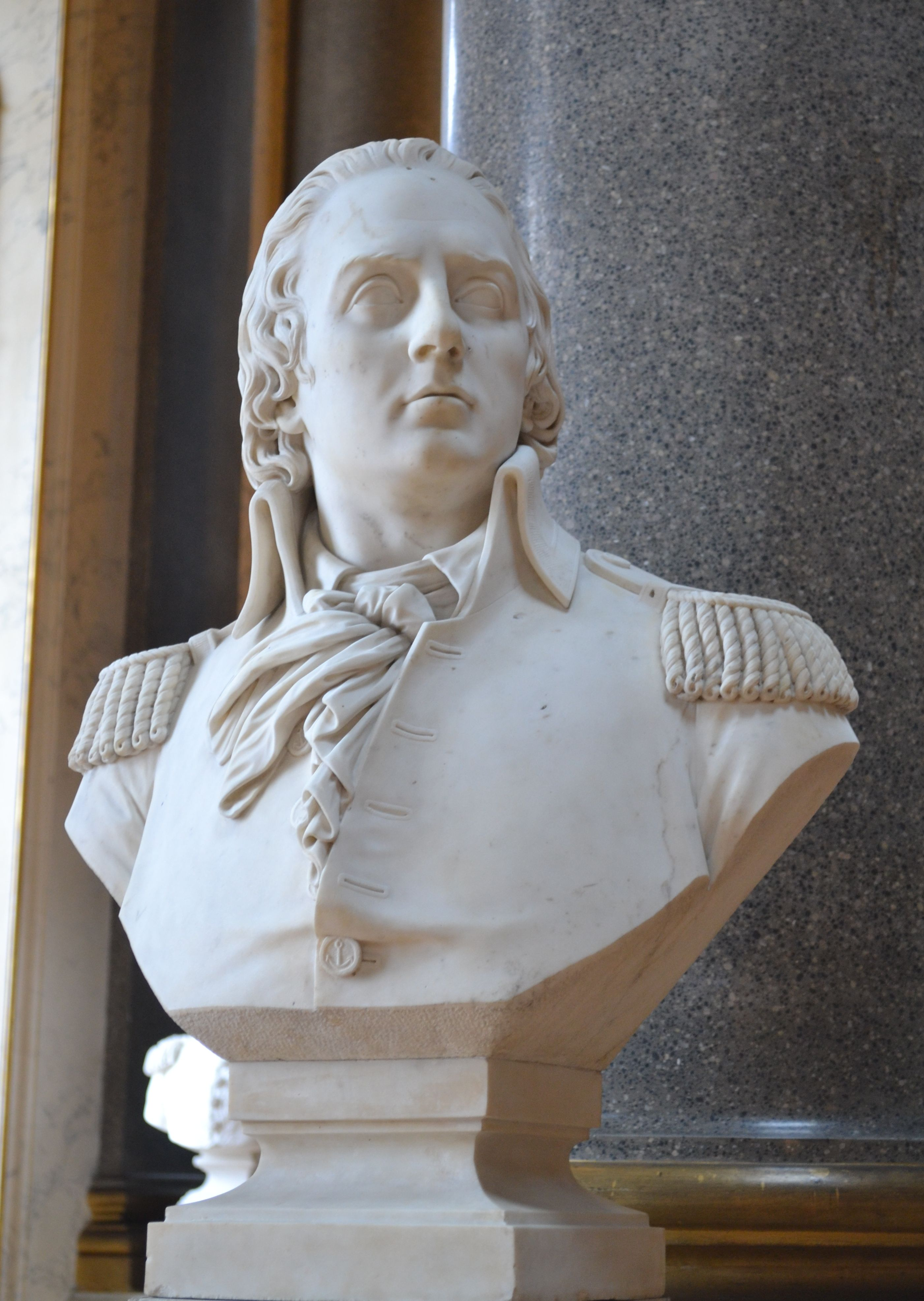
Zijn borstbeeld in het kasteel van Versailles.

- Bibliothèque nationale de France: cb107194047 (data)
- Gemeinsame Normdatei: 142058238
- International Standard Name Identifier: 0000 0001 1441 3795
- Library of Congress Control Number: no2011019642
- Système universitaire de documentation: 148925820
- Virtual International Authority File: 34448187
- WorldCat: E39PBJgMyx6TjXPbMgppxtTWDq